# Mary (film, 2019)
A Mary 2019-ben bemutatott amerikai természetfeletti horrorfilm, melyet Michael Goi rendezett és Anthony Jaswinski írt. A főszerepeket Gary Oldman, Emily Mortimer, Manuel Garcia-Rulfo, Stefanie Scott, Chloe Perrin, Douglas Urbanski, Jennifer Esposito és Owen Teague alakítja.
Az Amerikai Egyesült Államokban 2019. október 11-én került bemutatásra, Magyarországon DVD-n jelent meg szinkronizálva 2021 január közepén.

## Cselekmény
A küszködő kapitány, David (Gary Oldman) jobb életet szeretne teremteni családjának. Furcsa módon egy elhagyott hajó vonzza árverésre, David impulzívan megvásárolja a hajót, így ez lesz a családjának jegye a boldogságra és a jólétre. De nem sokkal azután, hogy útjukra indulnak a tengeren, furcsa és ijesztő események kezdik terrorizálni a férfit és családját, ami arra készteti őket, hogy egymás felé forduljanak és kételkedjenek saját józan eszükben. A feszültség egyre jobban nő mindenkiben, a hajó sodródni kezd a tengeren, és borzasztóan világossá válik az, hogy a hajó kísértete még nagyobb gonoszságot tegyen.

## Szereplők
| Szerep           | Színész             | Magyar hang      |
| ---------------- | ------------------- | ---------------- |
| David            | Gary Oldman         | Epres Attila     |
| Sarah            | Emily Mortimer      | Kiss Virág       |
| Tommy            | Owen Teague         | Bogdán Gergő     |
| Mike Álvarez     | Manuel Garcia-Rulfo | Makranczi Zalán  |
| Clarkson nyomozó | Jennifer Esposito   | Bognár Gyöngyvér |
| Lindsay          | Stefanie Scott      | Vida Sára        |
| Mary             | Chloe Perrin        | Papp Julianna    |
| Jay              | Douglas Urbanski    | Bácskai János    |

További magyar hangok: Szabó Andor, Orbán Gábor, Kereki Anna, Németh Attila István

## A film készítése
2016 júniusában bejelentették, hogy Anthony Jaswinski írja a film forgatókönyvét, Tucker Tooley pedig a film készítője lett. 2017 szeptemberében bejelentették, hogy Gary Oldman, Emily Mortimer, Owen Teague, Manuel Garcia-Rulfo, Stefanie Scott és Chloe Perrin csatlakoztak a film szereplőinek köreihez. A rendező Michael Goi lett. 2018 augusztusában Jennifer Esposito csatlakozott a stábhoz.

## Megjelenés
2019 júliusában az RLJE Films megszerezte a film terjesztési jogait, és 2019. október 11-én jelenítette meg.